# Автошлях О 020602
Автошля́х О 020602 — автомобільний шлях довжиною 17.3 км, обласна дорога місцевого значення в Вінницькій області. Пролягає по Вінницькому та Жмеринському районах від села Браїлів до міста Гнівань.

## Маршрут
Автошлях проходить через такі населені пункти:
| Автошлях О 020602 |
| Вінницька область |
| Жмеринський район |
| Браїлів           |
| Вінницький район  |
| Демидівка         |
| Могилівка         |
| Гнівань           |